# آنگولا ایر چارتر
آنگولا ایر چارتر (به انگلیسی: Angola Air Charter) یک شرکت هواپیمایی است که در ۱۹۸۷ میلادی تأسیس شده‌است. دفتر مرکزی آنگولا ایر چارتر در لوآندا، آنگولا واقع شده‌است و قطب این شرکت هواپیمایی در فرودگاه کواترو دو فرویرو قرار دارد.